# NGC 546
NGC 546 је спирална галаксија у сазвежђу Вајар која се налази на NGC листи објеката дубоког неба.
Деклинација објекта је - 38° 4' 9" а ректасцензија 1h 25m 12,6s. Привидна величина (магнитуда) објекта NGC 546 износи 13,7 а фотографска магнитуда 14,5. Налази се на удаљености од 85,150 милиона парсека од Сунца. NGC 546 је још познат и под ознакама ESO 296-25, MCG -6-4-29, AM 0122-381, IRAS 01229-3819, PGC 5255.